# ゲイ・アンド・レズビアン・タイムズ
ゲイ・アンド・レズビアン・タイムズ（Gay and Lesbian Times）は、アメリカ合衆国カリフォルニア州サンディエゴ地域のレズビアン、ゲイ、バイセクシュアル、トランスジェンダー（LGBT）を対象に発行されている新聞。National Gay Newspaper Guildに所属する1紙である。